# Scoutisme en Allemagne

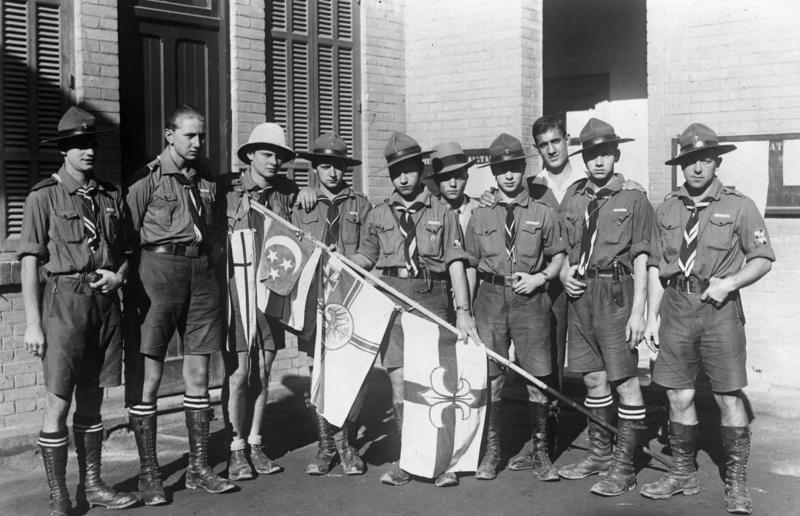
Groupe de scouts allemands vers 1931

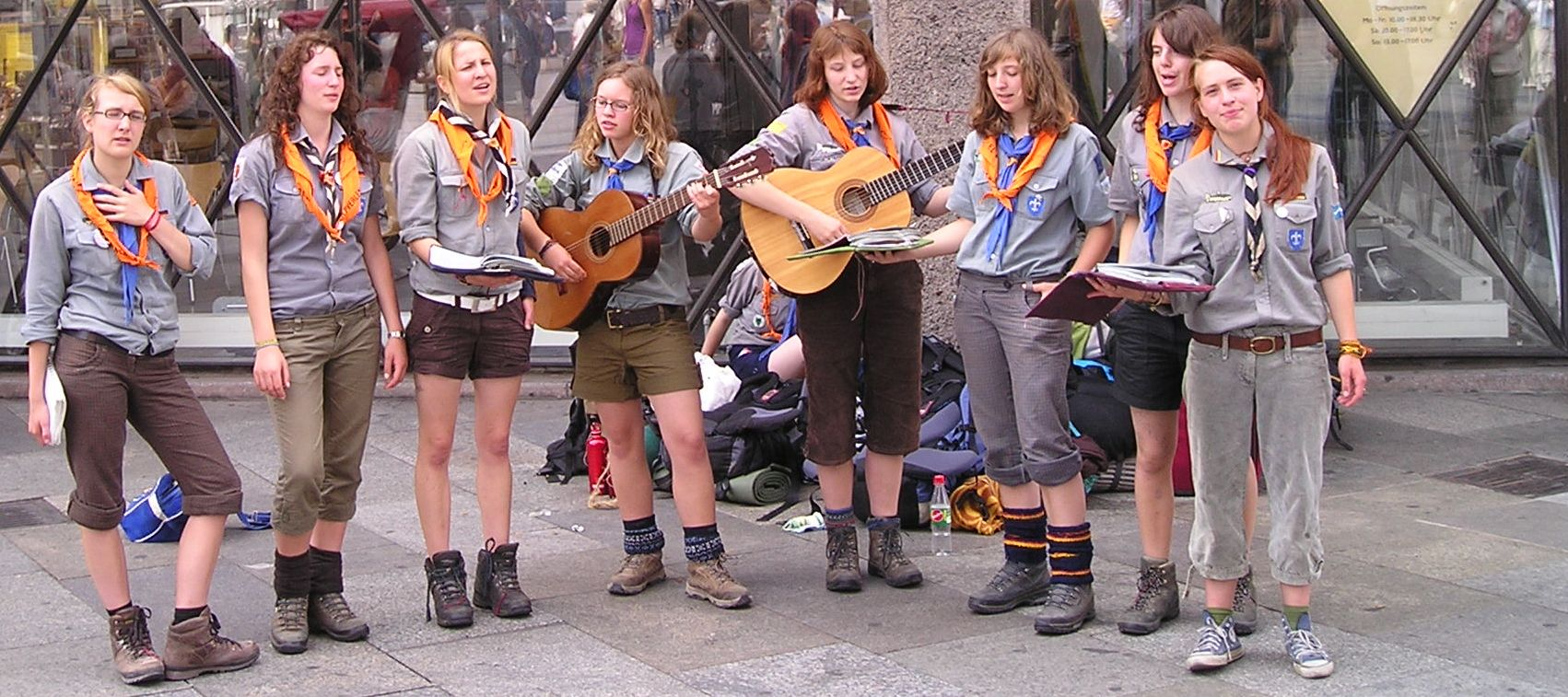
Groupe de scouts allemandes en 2007

Le scoutisme en Allemagne est composé d'associations de scoutisme regroupées de manière à pouvoir être reconnues par l’OMMS et l’AMGE. Pour les filles, il s’agit du Ring deutscher Pfadfinderinnenverbände (« cercle des associations de guides ») et du Ring deutscher Pfadfinderverbände (« cercle des associations de scouts »). Chaque cercle est composé de trois associations : une catholique, une protestante et une interconfessionnelle. Les associations catholiques pour filles et pour garçons (aujourd'hui coéduquée) sont indépendantes, les associations protestantes et interconfessionnelles n'ont chacune qu'une structure pour les filles et les garçons. Il y a donc en tout quatre associations reconnues au niveau mondial.
Il y a environ 250 000 guides et scouts en Allemagne[réf. nécessaire], dont 190 000 appartenant à l'une de ces quatre associations. La plus importante association (95 000 membres) est celle de la Pfadfinderschaft Sankt Georg (Scouts allemands de Saint Georges), à l'origine mouvement pour les garçons et aujourd'hui coéduquée. Y correspond la Pfadfinderinnenschaft Sankt Georg (Guides de Saint Georges, 10 000 membres), mouvement catholique réservé aux filles.
Le mouvement protestant se nomme Pfadfinderinnen und Pfadfinder (association des guides et scouts protestants) et compte environ 50 000 jeunes. Le mouvement interconfessionnel se nomme Bund der Pfadfinderinnen und Pfadfinder (Union des guides et scouts) et compte environ 32 000 jeunes.
En plus de ces associations appartenant à l'un des deux cercles, il existe plus de 150 associations se réclamant du scoutisme en Allemagne, dont les Katholische Pfadfinderschaft Europas (catholique) et Evangelische Pfadfinderschaft Europas (protestante), toutes deux membres allemands de l'UIGSE.